# 壮学
壮学是指以壮族以及与壮族相关的政治、经济、文化等为研究对象的学科，是民族学区域研究的一个分支。它是一个综合性学科体系，涵盖了：壮族历史、（研究壮族起源、发展历程、重要历史事件、人物及在中国历史上的地位和贡献等）壮族社会、（研究壮族社会结构、组织形式、家庭关系、婚姻制度、风俗习惯等）壮族经济、（研究壮族传统经济模式、农业发展、手工业特点、贸易往来等）壮族文化（这是壮学研究的核心内容，包括语言文字、文学艺术、宗教信仰、节日庆典、服饰饮食、民间工艺）等等，总而言之，“壮学”旨在通过多学科的交叉研究，全面、系统地阐释壮族文化的内涵和特征，揭示其发展规律，并保护和传承壮族的文化遗产，同时促进壮族与其他民族的交流与理解，为民族地区的社会发展和文化建设提供理论依据。"壮学"的发展对于理解中国的民族多样性、促进民族团结和文化交流具有重要意义。它不仅是一个学术研究领域，也是连接壮族传统与现代发展的重要桥梁。
据统计，从20世纪50年代到世纪末，国内公开出版的壮学论著共107部。除此之外，发表的壮学论文约约800多篇。壮学领域不断拓展，涉及壮族的起源、社会发展史、语言文字、古崖画、青铜器、铜鼓文化、壮语地名、壮族宗教信仰、壮族哲学思想、伦理道德、民间文学艺术、音乐舞蹈、壮族医药、壮族风俗、壮族经济史、壮族教育史、壮族体质人类学、壮族与周边民族关系等领域。另外在壮学研究基础上，还出现了少数民族学派——八桂学派。

## 历史

### 早期论述
壮族是中国大陆人口最多的少数民族。在历史上，壮族有着多种称呼：濮僰、称越(瓯)、西瓯、骆越（雒越）、南越、僚、俚人、溪峒蛮、乌浒，在宋代史籍中始称为“撞”、“僮”、“仲”，明清时也有称为僮人、良人、侬人、土人的。1949年后经过民族识别沿用历史上的旧族称“僮族”。而壮族对于本族，往往自称一般都冠以“布”或“濮”字（人或我之意）。1949年中华人民共和国成立前写作“獞”。
19世纪末，西方学者率先对壮族进行了研究。1885年，英国伦敦出版的柯奎翁（A.R.Colquhoun）著的《在掸族中》（Amongst The Sham）及伦敦大学Tettien de Lacouperie教授为该书所写的导言《掸族的摇篮》（The Cradle of The Sham Race）是目前所见到的涉及壮族的最早的论著。此后，法国人Pierre Lefevre Pontalis 1897年在荷兰发表的《泰族侵入印度支那考》（L’invassion Thaie Jndchine）、英国人H.R.Davis 1909年在英国剑桥出版的《云南——印度和扬子江之间的链环》（Yunnan, The Link beteen India and Yangzi）、美国人W.Clefton Dodd 1923年在美国衣阿华出版的《泰族》（The Tai Race）、英国人W.A.R.Wood 1926年在伦敦出版的《暹罗史》（A History of Siam）都论及壮族的族源和分布。继西方人研究壮族之后，泰国人也加入了此项工作。有“暹罗历史之父”称号的泰国共丕耶达吗銮拉查奴帕亲王在1925年出版的《暹罗古代史》中，有相当篇幅论及壮族。接着，泰国拍耶亚奴曼罗罗吞写了《泰掸族系考》一文，大量论述了广西等地壮族的情况。这一时期的研究仅限于族源分布，手段和方法比较单纯，所论证的材料主要是语言材料以及文献中的有关记载，基本局限于语言学和历史学的范畴。而且受泛泰主义的影响，这一时期的泰国学者把壮族归为泰族，壮族研究是泰族研究的附属。
20世纪20年代至40年代，中国的学者开始对壮族进行了片断研究，计有钟敬文的《僮民考略》（论文，1928）、丁文江的《广西僮语研究》（论文，1929）、刘锡蕃的《岭表纪蛮》（1933）、李方桂的《龙州土语》（1940）、徐松石的《泰族僮族粤族考》（1946）、李方桂的《武鸣土语音系》（1947）等。这些研究成果否定了广西新桂系时期认为壮族不是一个单一的民族，提出了壮族是汉族的“宗族”这一主张。由于受到民国时期推行的“民族同化”政策影响，他们的研究成果中多将壮族归为汉族的宗族。只能算是汉族研究或传统汉学的一部分。

### 学科出现与发展
1951年，民族学家费孝通、黄现璠等领导中央民族访问团中南访问团广西分团访问广西各县后，经过民族访问团深入的调查和民族识别的第一阶段工作，根据其语言、文化、人种、风俗习惯等方面，从混居在广西的各民族中识别出“僮族”，沿用历史上旧族称。1965年周恩来总理建议将“僮族”改为“壮族”。
1956年，黄现璠参与组建“广西少数民族社会历史调查组”，领导了广西有史以来最大规模的少数民族社会历史调查工作，对崇左、龙州、凭祥、天等、德保、大新等地的壮族乡村进行调查访问，为之后开展对壮族社会历史文化的研究收集资料。调查结束后，调查组在其整理出的报告中论述将广西省改为广西壮族自治区的必要性，从理论上为广西的民族区域自治规划提供了依据。
同年，黄在出席全国人大一届三次会议后，受周恩来的启发和鼓励，开始编著《广西壮族简史》，并于翌年出版。该书既填补了壮族史研究的空白，也为后来广西壮族自治区的建立提供了理论支持。”传统看法认为：壮族在宋以前属奴隶社会，因而不可能建立国家，只是后来由于与汉族的关系才被拖进封建社会。黄现璠则致力于论证，传统解释不符合壮族社会。“为这个观点他屡遭抨击。”
之后，民族研究所的建立，黄现璠及其弟子也在研究壮学方面取得诸多学术成果，进而促进了壮学的初步发展。特别是黄现璠及黄增庆、粟冠昌、萧泽昌、欧阳若修、周作秋、黄绍清、李干芬、周宗贤等教授或研究员在这一时期对“僮族考古”、“僮族山歌”、“瓦氏夫人”、“太平天国革命中的壮族子弟”、“花山壁画”、“铜鼓”、“刘三姐”、“土司制度”、“壮族文学史”等壮学课题的研究。除此之外，八桂学派的支派“文艺派”的韦其麟、蓝鸿恩、黄勇刹、莎红等人同样取得了一些成果。

### 改革开放后
1979年改革开放后，黄派在研究壮学上投入更多精力，取得诸多成果。主要著作有：
- 黄现璠《侬智高》（广西人民出版社，1983年）
- 萧泽昌、 张益桂著《柳州史话》（广西人民出版社，1983年1月）
- 周宗贤著《南方民族论稿》（广西民族出版社，1986年）
- 黄现璠、黄增庆、张一民合著《壮族通史》（广西民族出版社，1988年）
- 黎国轴著《论韦拔群》（广西人民出版社，1989年）
- 黎国轴,严永通合著《韦拔群传》（广西师范大学出版社，1989年）

1991年1月21日，广西壮学学会成立，1999年4月15日在广西武鸣县举行的壮学首届国际学术研讨会，使得壮学加速发展，并走向世界。壮学概念的提出即产生于这一时期。此时期有关壮学的学术成果众多。在这一时期，八桂学派的四大支派黄派、覃派、壮医药派、文艺派等派中成员对促进壮学的发展皆发挥了重要作用。

## 机构和学术团体

### 60年代
- 广西民族研究所（在黄现璠领导成立的广西少数民族社会历史调查组的基础上建立）
- 广西民族学院世族研究所（后改为广西民族学院民族学人类学研究所）

### 80年代
- 广西师范学院（今广西师范大学）地方民族史研究所（由黄现璠创立）
- 南宁师范学院（今南宁师范大学）民族民间文学研究所（后改为民族民间文化研究所）
- 广西艺术研究所（后改为广西民族文化艺术研究院）
- 广西艺术学院民族艺术研究所
- 广西民族医药研究所
- 广西少数民族古籍整理出版规划办公室

### 90年代
- 广西壮学学会
- 广西大学民族研究所
- 广西社会科学院壮学研究中心
- 中共广西壮族自治区委员会党校民族研究所
- 右江民族师范高等专科学校民族学人类学研究所
- 广西师范大学壮学研究所
- 广西民族大学壮学研究中心

这些科研机构和学术团体主要从事研究壮学。广西壮族自治区专门从事研究壮学的专家学者约有60多人，兼职从事研究壮学的专家学者及实际工作者约有400人。同时在北京的中国社会科学院、中央民族大学，云南省、广东省等与壮学有关的学术机构陆续建立起来，对全面推动壮族的研究发展起到了重要的作用。

## 世界壮学概况
对壮学有兴趣的学者不仅仅限于中国，海外学者对壮学也有涉猎。

### 美国
以美国太平洋大学亚洲研究中心主任杰弗里·巴罗（Jeffrey Barlow）教授为代表，他的代表作是《The Zhuang: A Longitudinal Study of Their History and Their Culture 》（《壮族：历史与文化的纵向研究》）一书。2006年12月18日他曾到广西民族大学壮学研究中心作了题为《后现代主义视野中的壮族历史与文化》的学术讲座。在讲座中，杰弗里·巴罗教授指出，后现代主义认为壮族不是一个真实存在的民族，而是共产党创造出来的。这种观点的形成，在很大程度上受到冷战观点引起的仇恨和对壮族历史与文化的误读两个因素的影响。杰弗里·巴洛教授批驳了后现代主义的观点，提出在壮族研究中现代主义必须和后现代主义作斗争。

### 日本
一般认为以冢田诚之、松本光太郎等学者为代表。但是，迄今为止，在日本尚未见到专论壮族史或广西地方民族史的论著。一般都把含壮族在内的广西诸民族的历史,作为华南史或华南民族史领域的一环。由此而言，日本学者的有关壮族研究，大多是以汉族为参照系，将其视为汉学研究的附属，只能算是汉族研究或现代汉学的一部分。至于冢田诚之、松本光太郎等学者的少数专门言及壮族的论著，同样立足于汉化或同化的立场或视角展开论述，按严格的狭义上壮学定义，这种并非基于民族平等立场的研究，只能算是广义上的壮族研究和壮学研究，而非壮学的内容。

### 澳大利亚
以澳大利亚墨尔本大学教授贺大卫（David Holm）为代表。他的代表作为《杀牛祭祖宗》、《招魂》。这两本书是用汉、壮、英、国际音标“四对照”方法著作的，成书过程十分曲折。贺大卫教授在历经10多年的实地采访、收集资料的基础上，结合《布洛陀经诗》内容写成，分别于2003年和2004年在美国和泰国出版。 